# Berberis holocraspedon
Berberis holocraspedon är en berberisväxtart som beskrevs av Ahrendt. Berberis holocraspedon ingår i släktet berberisar, och familjen berberisväxter. Inga underarter finns listade i Catalogue of Life.